# پامیر
پامیر نام مجموعه رشته‌کوه‌های متصل به هیمالیا و مشرف به زنجیره کوهستان‌های تیان‌شان، قراقروم، کونلون و هندوکش است و در میان بلندترین مناطق کرۀ زمین قرار دارد. از گذشته‌های دور این مناطق را با عنوان بام جهان که اصطلاحی در زبان فارسی است، می‌شناسند..
قسمت پهناور این سرزمین متعلق به تاجیکستان و افغانستان و مابقی‌اش جزء قرقیزستان و پاکستان می‌باشد. در خاور به دشت‌ها و ریگزارهای سین کیانگ چین منتهی می‌شود و در شمال به فرغانه و به باختر در درازای سیلاب‌های که آمودریا از آن‌ها تشکیل می‌شود به پستی می‌گراید و در جنوب آن رشته‌کوه قره‌قوروم واقع است.
کوه‌های پامیر در حدود ۷۰،۰۰۰ کیلومترمربع مساحت دارد. ارتفاع این سرزمین از سطح دریا در حدود ۴،۰۰۰ متر است که باعث سختی آب‌وهوای آن شده‌است؛ چنانکه زمستان در این منطقه هفت ماه طول می‌کشد و تنها در یک ماه (ماه ژوئیه) شبها شبنم نمی‌باشد و حرارت روزها گاه به ۷۰ درجه می‌رسد. پامیر هوایی خشک دارد و باران و برف در آن به ندرت می‌بارد. بادهای آن بسیار سرد است ولی شدید نیست لکن با خشکی آب‌وهوا دریاچه‌های بی‌شماری در آنجا هست که برخی وسیع می‌باشند؛ لیکن آب این دریاچه‌ها روبه نقصان است چنانکه بعضی به کلی از میان رفته‌است. از جمله دریاچه‌های آن قره‌کول با ۳،۰۰۰ مترمربع مساحت و ساری‌کول با ۴،۲۶۷ مترمربع مساحت است.
غالب رودهای پامیر به‌طرف باختر یعنی آمودریا که به دریاچه خوارزم می‌ریزد جاریست و بقیه به‌طرف خاور یعنی رود تاریم متوجه‌است.
کوه مرتفع پامیر موسوم به تغارمه ۷،۸۹۹ متر ارتفاع دارد.
ظاهراً سکنهٔ کنونی هند و ایران از این معبر گذشته و در این دو مملکت سکنی گزیده‌اند. از کوه‌های مهمی که از این عقدهٔ کوهستانی آغاز می‌شود در شمال، رشته‌کوه‌های تیان‌شان است که از حوالی سمرقند تا داخلهٔ سین‌کیانگ چین امتداد دارد و در جنوب کوه‌های کوئن‌لُن و قراقروم و هیمالیا که همه به‌موازات یکدیگر از شمال باختری به جنوب خاوری امتداد دارند و از دره‌های میان آن‌ها هر یک رودی جاری است. در جانب غربی این نجد دو رشته‌کوه از پامیر آغاز می‌شود یکی سلسلهٔ جبال هندوکوه یا هندوکش و دنباله‌های آن یعنی کوه‌بابا و سپیدکوه و سیاه‌کوه و کوه‌های شمال خراسان. دیگر سلسلهٔ سلیمان که در امتداد رود سند به‌جهت جنوب روان می‌شود و به بلوچستان و سواحل اقیانوس هند می‌انجامد. راه‌های اصلی سرزمین‌های مجاور نجد پامیر یعنی افغانستان و پنجاب و سین‌کیانگ و کاشغر و ایران همه از میان همین سلسله کوه‌هاست.

## حیات وحش
منطقه حفاظت شده پامیر در افغانستان پارک ملی دره واخان می باشد که پناهگاه حیوانات مختلف وحشی مانند: گوسفند مارکوپولو، آهوی باختری، آهوی مشکین، پلنگ برفی، خرس قهوه‌ای، غژگاو، بوقلمون کوهی، ساج تبتی، زاغ لاشخوار، و ١٧ نوع حیوان دیگر است.

## کوهستان‌های پامیر
نام سه عدد از بلندترین کوهستان‌های پامیر از این قرار است: قله اسماعیل سامانی با ۷۴۹۵ متر ارتفاع (نامهای دیگر آن از ۱۹۳۲–۱۹۶۲ قله استالین، از ۱۹۶۲–۱۹۹۸ قله کمونیسم)، قله ابن سینا با ۷۱۳۴ متر ارتفاع (به‌طور غیررسمی با نام قله لنین شناخته می‌شود)، قله کورژنوسکایا با ۷۱۰۵ متر ارتفاع. در قسمت شرقی پامیر قله چینی کنگور تاغ با ۷۶۴۹ متر بلندترین قله پامیر محسوب می‌شود.

## زبان‌های پامیری
زبان‌های پامیری از شاخه زبان‌های ایرانی شرقی از خانواده هندواروپایی هستند. زبان‌های رایج در کوهستان پامیر و پیرامون آن عبارت‌اند از:
زبان شغنانی، وخی، آرموری، روشانی، برتنگی، اشکاشمی، یزغلامی، پراچی، یدغا، مونجی و سریکولی.